# Alaoplana lanceolata
Alaoplana lanceolata is een platworm (Platyhelminthes). De worm is tweeslachtig. De soort leeft in of nabij zoet water van het Baikalmeer.
Het geslacht Alaoplana, waarin de platworm wordt geplaatst, wordt tot de familie Dendrocoelidae gerekend. De wetenschappelijke naam van de soort werd, als Planaria lanceolata, voor het eerst geldig gepubliceerd in 1872 door Grube.